# Витошнов, Андрей Иванович
Андрей Иванович Витошнов (1713 — 26 апреля (7 мая) 1774, Оренбург), сподвижник Емельяна Пугачёва.
Старшина Яицкого казачьего войска (1760). Был в составе казачьих делегаций в Петербурге. Командовал казачьим полком в Прикаспийской степи (1764—1765), с 1768 атаман Кулагиной крепости на реке Яик. Примкнул к Пугачёву в 1773, назначен есаулом, а вскоре полковником. Был старшим судьёй Военной коллегии Е. И. Пугачёва, участвовал в боях под Оренбургом и Яицким городком. В битве 1 апреля 1774 захвачен в плен, заключён в оренбургскую тюрьму, где и умер.